# パイク (SS-6)
|          |                                                 |
| 艦歴     |                                                 |
| 発注     |                                                 |
| 起工     | 1900年12月10日                                  |
| 進水     | 1903年1月14日                                   |
| 就役     | 1903年5月28日                                   |
| 退役     | 1921年7月25日                                   |
| 除籍     |                                                 |
| その後   | 標的艦                                          |
| 性能諸元 |                                                 |
| 排水量   | 107トン                                         |
| 全長     | 64 ft (20 m)                                    |
| 全幅     | 12 ft (4 m)                                     |
| 吃水     | 11 ft (3 m)                                     |
| 機関     |                                                 |
| 最大速   | 水上：8ノット (15 km/h) 水中：7ノット (13 km/h) |
| 乗員     | 7名                                             |
| 兵装     | 18インチ魚雷発射管1門                           |

パイク (USS Pike, SS-6) は、アメリカ海軍の潜水艦。プランジャー級潜水艦の一隻。

## 艦歴
パイクは1900年12月10日にカリフォルニア州サンフランシスコのユニオン・アイアン・ワークスで起工した。1903年1月14日に進水し、1903年5月28日にアーサー・マッカーサー・ジュニア大尉（後の陸軍元帥ダグラス・マッカーサーの兄）の指揮の下、姉妹艦のグランパスと共にメア・アイランド海軍造船所で就役する。
パイクはメア・アイランド海軍工廠から3年以上を実験および訓練任務に費やした。1906年4月18日にサンフランシスコ地震が発生すると、パイクの乗組員は被災者に対する救援活動を行った。
パイクは1906年11月28日に退役し、不活性化状態のまま保管される。1908年6月8日に再就役し、太平洋水雷小艦隊に配属、沿岸での作戦活動に従事する。パイクは1912年6月まで同部隊と共に活動した。パイクは1911年11月17日に A-5 と改名された。
A-5 は1912年6月26日にピュージェット・サウンド海軍工廠に到着し、その2日後予備役となる。続く2年半を不活性化のまま保管され、1915年2月15日に給炭艦ヘクター (USS Hector, AC-7) に搭載され（翌日姉妹艦の A-3 が搭載された。）、フィリピンに運搬される。A-5 は3月26日にオロンガポに到着し、4月13日に進水、4月17日に再就役しアジア艦隊に配属された。
アメリカ合衆国が第一次世界大戦に参戦した直後の1917年4月15日、A-5 は係留されていたカヴィテ海軍工廠で沈没した。沈没の原因は主バラストタンクの漏水によるものであった。4月19日に引き揚げられ、修理が行われた後現役任務に復帰した。A-5 は姉妹艦同様マニラ湾の入り口の偵察任務に従事した。
A-5 は1920年7月17日に船体番号 SS-6 を与えられ、1921年7月25日に退役した。その後は標的艦として認可され、1922年1月16日に除籍された。